# Beetlejuice
Beetlejuice is een Amerikaanse komische fantasyfilm uit 1988 onder regie van Tim Burton. De titel is een woordgrapje: Betelgeuse klinkt in het Engels als "beetlejuice". De titel verwijst ook naar het gedeelte waarin Lydia hints speelt met Betelgeuse, om achter zijn naam te komen. Betelgeuse laat eerst een kever zien (beetle) en daarna een pak sinaasappelsap (juice) De film werd geproduceerd door The Geffen Film Company voor Warner Bros. Pictures.
Beetlejuice won onder meer een Academy Award voor beste make-up en Saturn Awards voor beste horrorfilm, beste make-up en beste bijrolspeelster (Sylvia Sidney).

## Verhaal
Barbara (Geena Davis) en Adam Maitland (Alec Baldwin) komen om bij een auto-ongeluk. Ze komen na het ongeluk thuis, maar weten eigenlijk niet wat er gebeurd is. Ze vinden het Handbook for the Recently Deceased (Handboek voor de Onlangs Overledenen) en komen erachter dat ze het ongeluk niet hebben overleefd. Ze blijven als geest opgesloten in het grote, oude huis waar ze woonden. Hun rust wordt verstoord als de familie Deetz in het huis wil trekken. De Maitlands blijken niet eng genoeg als spoken om ze weg te jagen. Ze raken bevriend met Lydia Deetz (Winona Ryder), de gothic dochter van het gezin en de enige levende die de geesten kan zien. Na een waarschuwing van hun helper uit de geestenwereld Juno (Sylvia Sidney) schakelen ze de hulp in van de - naar eigen zeggen - 'bio-exorcist' Betelgeuse (Michael Keaton), roepnaam Beetlejuice. Door zijn naam drie keer achter elkaar te zeggen wordt hij opgeroepen: Beetlejuice, Beetlejuice, Beetlejuice. Hij moet de mensen voor hen het huis uit jagen. Als de Maitlands erachter komen dat de tactieken van Beetlejuice levensgevaarlijk zijn, willen ze hem terugsturen naar het hiernamaals, maar hij heeft hier zelf weinig trek in ...

## Rolverdeling
| Acteur            | Personage                                        |
| ----------------- | ------------------------------------------------ |
| Alec Baldwin      | Adam Maitland                                    |
| Geena Davis       | Barbara Maitland                                 |
| Michael Keaton    | Betelgeuse (Beetlejuice)                         |
| Winona Ryder      | Lydia Deetz                                      |
| Catherine O'Hara  | Delia Deetz                                      |
| Jeffrey Jones     | Charles Deetz                                    |
| Annie McEnroe     | Jane Butterfield                                 |
| Maurice Page      | Ernie                                            |
| Hugo Stanger      | oude Bill                                        |
| Rachel Mittelman  | Jane Butterfield (jonge versie)                  |
| Glenn Shadix      | Otho Fenlock                                     |
| Sylvia Sidney     | Juno                                             |
| Robert Goulet     | Maxie Dean                                       |
| Dick Cavett       | Bernard                                          |
| Susan Kellermann  | Grace                                            |
| Adelle Lutz       | Beryl                                            |
| Maree Cheatham    | Sarah Dean                                       |
| Patrice Martinez  | Receptioniste Geestenwereld                      |
| Christine Bridges | Danseres in wachtkamer Geestenwereld (onvermeld) |

## Productie
- In het originele script, waren de scènes en personages meer morbide; de wachtkamerscènes waren duivelser. Eerst zou Wes Craven de film regisseren. Toen Keaton zijn scènes begon te filmen, zag Burton de mogelijkheid meer een duistere komedie te maken dan een horrorfilm. Craven verliet het project om te werken aan A Nightmare on Elm Street 3: Dream Warriors.
- In vroegere versies van het script was Lydia een bijpersonage. In plaats van haar, was haar schattige zes jaar oude halfzusje Cathy bedoeld om met de Maitlands bevriend te raken. Uiteindelijk werden de twee personages gecombineerd.
- De studio vond de titel Beetlejuice maar niks en wilde de film House Ghosts noemen. Als grapje stelde Burton voor de film Scared Sheetless (Engels woordgrapje) te noemen en was met afschuw vervuld toen de studio het daadwerkelijk overwoog.
- In het begin van het stuk waarin Barbara en Adam naar Juno's kantoor gaan en hun gezichten vervormen, was een bioscoopzaal vol geesten te zien door Juno's kantoorraam. Dit effect ging verloren in televisie-uitzendingen, maar toen de film in bioscopen draaide, gaf het de illusie dat het publiek werd bekeken door de doden in een bioscoop aan de andere kant van het scherm. Tussen de geesten en het publiek zijn een rood en groen skelet te zien, identiek aan de skeletten later te zien in Burtons latere film Mars Attacks!.
- Aan het einde van Beetlejuice is het personage Jack Skellington te zien. Hij was het hoofdpersonage in The Nightmare Before Christmas, die zo'n vijf jaar later verscheen.
- Keaton speelt het hoofdpersonage, maar besteedde niet meer dan twee weken aan het filmen van zijn scènes. Hij komt voor in 17,2 van de 92 minuten die de film duurt.

## Tekenfilmserie en vervolg
- Beetlejuice werd in 1989 gevolgd door een tekenfilmserie die twee jaar liep. Regisseur Burton stond verschillende keren op het punt een tweede film te maken, maar zag er telkens iets tussenkomen. In 2024 kwam de film er dan toch, onder de titel Beetlejuice Beetlejuice.
- In 2019 kwam er op Broadway een musical van de film uit, deze liep tot maart 2020 waarna het stopte door de sluiting van Broadway wegens de coronapandemie. Deze liep in 2018 ook al, maar dan buiten Broadway.